# Герб Роздола
Герб Роздола — офіційний символ селища Розділ Львівської області. Затверджений 22 жовтня 2007 року рішенням сесії Роздільської селищної ради.
Автор проекту — А. Гречило.

## Опис
Щит розтятий на зелене й червоне поля, у центрі — срібна підкова вухами додолу, всередині неї та вгорі обабіч — три золоті лапчасті хрести.

## Зміст
У привілеї на магдебурзьке право для містечка Роздола, виданому королем Августом ІІІ 5 січня 1745 р., дозволялося вживати місту герб, «що тут зображений», та було намальовано олівцем знак тогочасного власника містечка М. Жевуського. Цей знак частково використано у сучасних символах Роздола. Містечко виникло ще в середині XVI ст. серед густих лісів. Тому розділення щита вказує на назву поселення, зелений колір — на густі ліси, червоний — на оборонне значення містечка, підкова та хрести — елементи з герба XVIII ст., можуть також трактуватися як символи розвинутих ремесел та високої духовності мешканців Роздола.